# Oscar Schwartau
Oscar Schwartau, né le 17 mai 2006 à Sengeløse (en) au Danemark, est un footballeur danois qui évolue au poste d'attaquant à Norwich City.

## Biographie

### En club
Né à Sengeløse (en) au Danemark, Oscar Schwartau commence le football avec le club local du Sengeløse GI, puis il est formé par le Fløng-Hedehusene Fodbold et le FC Roskilde avant de poursuivre sa formation au Brøndby IF, qu'il rejoint en 2018. Le 16 juin 2022, il signe son premier contrat professionnel et est également promu avec l'équipe première. 
Schwartau joue son premier match en professionnel le 17 juillet 2022, à l'occasion de la première journée de la saison 2022-2023 de Superligaen, la première division danoise, contre l'AGF Aarhus. Il est directement titularisé et son équipe s'impose par un but à zéro. Cette apparition à 16 ans et 61 jours fait de lui le plus jeune joueur de l'histoire du Brøndby IF.
Le 24 août 2024, Oscar Schwartau rejoint l'Angleterre afin de s'engager avec Norwich City, pour un contrat de quatre ans, soit jusqu'en juin 2028, avec une année supplémentaire en option.

### En sélection
Oscar Schwartau représente le Danemark en sélection. Il commence avec les moins de 16 ans, sélection avec laquelle il joue huit matchs entre 2021 et 2022, et marque deux buts.
Avec les moins de 17 ans, Schwartau se distingue dès son premier match en marquant un but contre l'Autriche le 21 septembre 2022, contribuant ainsi à la victoire de son équipe par quatre buts à deux.